# Тернезен — Роттердам/Антверпен (олефінопровід)
Тернезен — Роттердам/Антверпен (олефінопровід) — трубопровідна система, котра забезпечує транспортування етилену та пропілену в інтересах нафтохімічного майданчика у Тернезені (південно-західна частина Нідерландів неподалік від кордону з Бельгією).
На початку 1960-х хімічний гігант Dow Chemical ухвалив рішення про створення виробничого майданчика в Тернезені. Для забезпечення його етиленом у 1965-му став до ладу продуктопровід з Антверпену, де за пару років до того почало роботу піролізне виробництво. А ще за два роки сюди ж проклали інший трубопровід з північного сходу, де в Пернісі на західній околиці Роттердаму запрацювала ще одна установка парового крекінгу.
У 1969-му в Тернезені стало до ладу власне виробництво олефінів і з'явилась можливість їх подачі у реверсному режимі. Наприклад, постачений Dow Chemical до Антверпену етилен певний час спрямовували далі через трубопровід до Жемеп-сюр-Самбр (а вже невдовзі із запуском етиленопроводу ARG Антверпен перетворився на центральний хаб системи, що простягнулась далі на схід у Німеччину). Що стосується роттердамської гілки, то вона продовжувала перекачувати продукт на південь, при цьому в 1970-му спорудили перемичку-продовження від її центральної ділянки до все того ж Антверпену. Тоді ж у роттердамському Європорту запрацювала чергова установка парового крекінгу, під'єднана до розташованого неподалік Пернісу.
У подальшому північну частину системи Dow Chemical перепрофіліювали під транспортування пропілену (можливо відзначити, що первісно під'єднані до неї виробництва у Перністі та Європорті припинили свою роботу на початку 1980-х). Що стосується південної гілки, то вона продовжує діяти як етиленопровід, причому у 1990-х роках знов забезпечувала етиленом майданчик у Тернезені, де до введення на початку 2000-х чергової піролізної установки відчувався дефіцит сировини.  
Система виконана в діаметрі 150 мм та розрахована на робочий тиск 10 МПа. В той же час, станом на 2000 рік транспортування пропілену здійснювалось із тиском 60 МПа, етилену — 90 МПа.